# По-мужски
«По-мужски» — российский драматический фильм Максима Кулагина. В главной роли Антон Лапенко. Выход в широкий прокат состоялся 10 ноября 2022 года.

## Сюжет
У 35-летнего Глеба есть красивая супруга, успешный бизнес, автомобиль, квартира в Москве и загородная дача. У него нет детей, так как его супруга Полина — чайлдфри.
Фильм начинается с того, что Глеб и Полина с подругами приезжают на новоселье в свой новый загородный дом. Друг Глеба Константин с женой Верой не смог приехать из-за болезни. Пока Глеб в доме готовит еду, а жена обсуждает с подругами свою личную жизнь, кто-то с улицы перекидывает через забор на их территорию мешок с мусором. Женщины выходят и видят пьяного мужчину с обнажённым торсом, который оскорбляет их. Полина оскорбляет мужчину в ответ. Когда из дома выходит Глеб, мужчина на его глазах бьёт Полину по лицу. Но Глеб не вступает с ним в драку и уводит женщин в дом.
Весь вечер Глеб прокручивает в своей голове момент конфликта и находит оправдания, почему он не ударил пьяного мужчину в ответ. Во-первых, Глеб убеждает себя, что мог нечаянно убить агрессора; во-вторых, если бы Глеб избил мужчину, но не убил, тот привёл бы друзей и поджёг бы их новый дом. С этими мыслями Глеб напивается.
Наутро с похмелья Глеб идёт в магазин за минеральной водой и видит там виновника вчерашнего конфликта. Проследив за мужчиной, Глеб узнаёт, где он живёт. Он стучится в его калитку. Глебу открывает женщина, которая представляется Татьяной и говорит, что её мужа зовут Артур. Зайдя на их участок, Глеб видит коляску и маленькую девочку. Там же находит Артура, который тоже опохмеляется после вчерашнего. Артур поначалу приветливо принимает Глеба: уверяет, что ничего не помнит из произошедшего вчера, и даже извиняется. Но когда Глеб предлагает Артуру извиниться перед Полиной, Артур теряет миролюбивый настрой и прогоняет Глеба.
С этого момента Полина отдаляется от мужа. Супруги возвращаются в Москву. Полине завтра утром на работу, но ей мешают спать шумные соседи сверху. Глеб поднимается к соседям и просит их не шуметь, но всё тщетно. Тогда Глеб наутро обливает дверь соседей мочой.
На работе у Глеба один из его подчинённых регулярно прогуливает и опаздывает на работу. Глеб вежливо намекает, что за такую дисциплину может уволить. Подчинённый дарит Глебу бутылку перцового самогона и в очередной раз обещает исправиться. Это наталкивает Глеба на идею купить перцовый газовый пистолет.
Вскоре выздоравливает Константин, и с женой Верой и двумя своими детьми приезжает к Глебу на дачу. Глеб рассказывает ему о случившемся. Напившись, друзья идут к дому Артура, чтобы избить его, но Татьяна говорит, что Артура дома нет. Глеб и Константин возвращаются ни с чем. В состоянии алкогольного опьянения они начинают в шутку драться, и случайно стреляют в доме из перцового пистолета. После этого Глеб пытается объясниться с Полиной: он не умеет драться и привык все проблемы решать только словами. Но Полина не прощает Глеба.
Наутро во время пробежки Глеб видит Татьяну, гуляющую с детьми. Глеб рассказывает Татьяне, что произошло между ним и Артуром. Татьяна отвечает, что на Артура иногда находят приступы агрессии, и от него в такие моменты просто лучше держаться подальше, после чего просит больше Глеба больше не искать встречи с Артуром. Глеб испытывает к Татьяне симпатию и сострадание и тоже отдаляется от своей жены, перестав уважать самого себя. А через некоторое время Артур снова бросает на территорию Глеба и Полины мешок с мусором. Когда к нему выходит разозлённый Глеб, Артур говорит ему, что он зря впутал в их конфликт Татьяну. Признаётся, что на самом деле всё помнит и что сделал это нарочно просто из хулиганских побуждений, чтобы спровоцировать конфликт и драку. Глеб угрожает Артуру газовым пистолетом, и тот уходит вместе с мусором.
Ночью Глеб видит сон: он находит Артура с разбитой головой и вызывает «скорую помощь», тем самым спасая ему жизнь. После этого во сне Глеба бывшие неприятели мирятся и всё становится на свои места. А наяву с этого дня Артур начинает целенаправленно травить Глеба и Полину: то снова бросит мусорный мешок, то проберётся ночью на их территорию и испортит новый стол или напугает Полину.
Полина решает написать заявление в полицию, но Глеб не идёт на сотрудничество с полицейскими: не подтверждает показания жены и отрицает конфликт с Артуром. Полицейские уезжают ни с чем, а Глеб ссорится с женой: он обвиняет её в провокации конфликта с Артуром и припоминает, как однажды в супермаркете она точно также сцепилась с каким-то мужчиной — Глеб тогда тоже не вмешался и просто молчал. Глеб выгоняет жену из дома, и та одна уезжает в Москву.
Глеб снова беседует с Татьяной. Та рассказывает историю её знакомства с Артуром: она нечаянно забеременела от него в 16 лет, а он отговорил её от аборта, взял в жёны и вернулся к ней из армии. Так они с тех пор и живут, хотя Артур периодически пьёт и избивает Татьяну. Глеб признаётся, что сначала не хотел детей, потому и женился на Полине, а теперь передумал, но не решается ей сказать.
Решив закрыть для себя этот конфликт, Глеб вместе с Константином подкарауливают Артура ночью возле его дома. Но Артур сразу же побеждает Константина в драке и избивает его. Глеб снова не решается вступить в драку и даже просит Артура о пощаде. Артур говорит, что на этом считает их конфликт исчерпанным и уходит, не тронув Глеба.
В больнице Константину накладывают швы на лицо. Он говорит Глебу, что так его никто ещё никогда не избивал, и что Артур, судя по всему, бывший десантник: они знают, как бить, чтобы вывести из строя и при этом не покалечить. Глеб просит у друга прощения, но Константин не держит на него зла.
Из больницы Глеба встречает Полина и говорит, что не хочет рвать с ним отношения. Глеб соглашается попробовать вернуть семейную жизнь в привычную колею. Но вернувшись в московскую квартиру, они видят, что их дверь измазана экскрементами — сосед сверху отомстил Глебу. Глеб снова поднимается к соседям и возвращается оттуда с разбитым носом. Полина умывает мужа, и они пытаются в ванной заняться любовью, но Глеб действует слишком грубо, и Полина отстраняется. Тогда, вооружившись газовым пистолетом, Глеб выходит на улицу и начинает приставать ко всем прохожим подряд с просьбой дать закурить. Некоторые молча делятся с ним сигаретами, но одна компания насмехается над ним и выражает готовность подраться, не испугавшись даже перцового пистолета. После этого Глеб садится на остановку и горько плачет от бессилия, а потом выбрасывает пистолет в урну. На следующий день Глеб увольняет прогульщика, который дарил ему перцовый самогон.
Фильм завершается тем, что Глеб и Полина вместе бегут утром по лесу в окрестностях их дачи и видят, как пьяный Артур грубо швыряет коляску со своим ребёнком и избивает жену. Далее зрителю предлагается два альтернативных финала. По одной версии, Глеб просто пробегает мимо. По другой версии (или же Глеб это опять прокручивает в своих мыслях, в очередной раз не вмешавшись в конфликт), Глеб поднимает с земли булыжник, подходит к Артуру сзади, разбивает ему голову и убивает на глазах у Полины и Татьяны.

## В ролях
| Актёр               | Роль         |
| ------------------- | ------------ |
| Антон Лапенко       | Глеб         |
| Екатерина Щербакова | Полина       |
| Евгения Синицкая    | Рита         |
| Владимир Гориславец | Костя        |
| Анастасия Чуева     | Вера         |
| Полина Синильникова | Таня         |
| Лёля Хохлова        | Яна          |
| Сергей Васин        | Артур        |
| Константин Умрихин  | баскетболист |